# Kathryn Janeway
Kathryn Janeway (Bloomington (Indiana), 20 mei 2336) is een personage in de sciencefictionserie Star Trek: Voyager. Ze wordt gespeeld door de actrice Kate Mulgrew.
Janeway is de kapitein van het ruimteschip Voyager (2371-2378) dat gestrand is in het Delta Kwadrant. Dit ligt vele lichtjaren af van het Alphakwadrant waar de aarde, de thuisbasis van de Federatie is gesitueerd. Zij en haar bemanning stellen alles in het werk om terug te keren naar de aarde. Dit is het thema van de serie.
Om dit doel te bereiken sluit ze verschillende bondgenootschappen met volken uit het Delta Kwadrant. Ondanks dat haar belangrijkste doel het thuiskomen is, is dit doel ondergeschikt aan de prime directive, de regel die Starfleet heeft ingesteld waarbij inmenging in de aangelegenheden van andere volken en hun culturen verboden is. Integriteit en loyaliteit staan hoog in het vaandel van Kapitein Janeway. Door haar kennis en expertise weet ze uiteindelijk Voyager thuis te brengen. Ze is een sterke, onafhankelijke vrouw, die goed leiding weet te geven aan haar bemanning en zelfs diepe vriendschappen met ze sluit. Ook is ze een groot liefhebster van kunst, literatuur en cultuur. Enkele malen zie je haar in een filosofisch debat met een holografische Leonardo da Vinci.
In het begin van de serie wordt de bemanning van de verzetsgroep: de Maquis aan haar bemanning toegevoegd. Zij wist deze groep goed te integreren en maakte de leider Chakotay zelfs tot haar eerste officier.
Als Janeway een "Borg dar" weet te redden van het Borg-collectief, weet ze met veel geduld het vertrouwen te winnen van de borg Seven of Nine. Ze helpt Seven met het terugvinden van haar menselijkheid en individualiteit.
In de speelfilm Nemesis is ze opgeklommen tot de rang van admiraal en geeft ze orders aan Kapitein Picard.

## Wetenswaardigheden
- De naam van Kathryn Janeway, het eerste vrouwelijke hoofdpersonage in Star Trek dat kapitein van een ruimteschip is, verwijst naar feministische schrijfster Elizabeth Janeway (1913-2005).[1]
- In oktober 2020 werd een standbeeld van Janeway onthuld in Bloomington (Indiana), waar ze op 20 mei 2336 geboren wordt. Actrice Kate Mulgrew gaf bij de onthulling een toespraak via een videoverbinding.[2]